# 육포등아과
육포등아과(六苞藤亞科, 학명: Symphorematoideae 심포레마토이데아이[*])는 꿀풀과의 아과이다.

## 하위 분류
- 육포등속(Symphorema Roxb.)
- Congea Roxb.
- Sphenodesme Jack